# クリストファー・レイカー
クリストファー・レイカー（Christopher Laker、1993年6月23日 - ）は、アメリカ合衆国オハイオ州シンシナティ出身のフリースキーヤー。アメリカのナショナルチームに所属している。種目はスロープスタイル。

## 生い立ち
オハイオ州で生まれ育ち、家の裏庭でスキーを学んだ。現在は練習環境を求め、パークシティで暮らしている。2011〜2012年はVisa U.S. Grand Prixで5位。Dew Tourで5位、X Games Tignesに初出場するなど順調なシーズンであった。2013年シーズンは膝の手術を行い、USSA Centerでリハビリを行った。リハビリ後の2014年シーズンはThe North Face Park and Pipe Openで2位、Aspen/Snowmass Openで3位など見事に復活を果たす。 
趣味はトランポリン、ハイキング、バスケットボール、キャンプ。

## 戦歴
カナダのウィスラーで開催されるThe North Face Park and Pipe Openでは2014年にシルバーメダルを獲得。Aspen/Snowmass Openではブロンズメダルを2014年に獲得。2015年2月にアメリカのユタ州パークシティで開催されたFIS World Cupでは決勝で6位。同じ年の8月にニュージーランドのCardronaで開催されたFIS World Cupでは24位。

## スポンサー
- Dalbello
- Marker
- Digit Snow
- Elan
- Monster Energy
- Perfect North Slopes
- Smith
- The North Face[2]